# ديفيد جولدسميث
ديفيد جولدسميث (11 سبتمبر 1947 في المملكة المتحدة - ) (بالإنجليزية: David Goldsmith)‏ هو لاعب كريكت بريطاني. لعب مع Buckinghamshire County Cricket Club ‏.

## وصلات خارجية
- ديفيد جولدسميث على موقع إي آس بي آن كريك إنفو (الإنجليزية)